# Centropogon glabrifilis
Centropogon glabrifilis är en klockväxtart som först beskrevs av Franz Elfried Wimmer, och fick sitt nu gällande namn av Jeppesen. Centropogon glabrifilis ingår i släktet Centropogon och familjen klockväxter. Inga underarter finns listade i Catalogue of Life.